# Piet de Boer
Piet de Boer (ur. 10 października 1919 w Amsterdamie, zm. 8 lutego 1984) – holenderski piłkarz występujący na pozycji napastnika. Grał w drużynie Kooger FC. Był powołany do kadry reprezentacji Holandii na mistrzostwa świata w 1938. Ogółem w drużynie narodowej rozegrał 1 mecz, w którym strzelił 3 bramki.